# جلال شيخ ناجي
جلال شيخ ناجي (جلال ناجي قادر وهاب) المعروف باسم الشيخ جلال (الكردي: شێخ جەلال) (ولد في السنة 1968 في محافظة كركوك، العراق)، سياسي عراقي كردي ورئيس جهاز زانياري (دەزگای زانیاری) مجلس أمن كردستان. وعضو مجلس القيادة في حزب الاتحاد الوطني الكردستاني. كان الشيخ جلال ضمنَ الشخصيات البارزة في محاربة الإرهاب في العراق خاصة خلال عهدِ محاربة داعش.

## الحياة السياسية والعسكرية
شغلَ من 2010 منصب المدير العام للاستخبارات في وزارة البشمركة (حكومة إقليم كردستان)، وفي عام 2014 المدير المؤسسة للاستخبارات البشمركة (القوات ٧٠) وعضو مجلس القيادة الأعلى لقوات البيشمركة الكردستانية، ومنذُ 2019 وهو عضو مجلس قيادة الاتحاد الوطني الكردستاني. أصبحَ الشيخ جلال في عام 2021 قائد القيادة العامة لقوات سكرتارية الرئيس جلال طالباني، وفي سنة 2022 رئيسًا لجهاز زانياري.
جلال شيخ ناجي متزوج وأب لولدين، ويسكن في محافظة السليمانية بالعراق.